# Colostygia derassaria
Colostygia derassaria là một loài bướm đêm trong họ Geometridae.